# Protheosodon coniferus
Protheosodon coniferus és una espècie extinta de mamífer litoptern de la família dels proterotèrids que visqué a Sud-amèrica durant l'Oligocè, fa entre 21 i 29 milions d'anys. Se n'han trobat restes fòssils a la província argentina de Chubut. Es tracta de l'única espècie del gènere Protheosodon. A diferència d'alguns proterotèrids més recents, encara tenia la dentadura completa. No tenia cap diastema. Les dents incisives inferiors eren relativament petites i poc especialitzades. El nom genèric Protheosodon significa ‘abans de Theosodon’.